# Brígida Birgersdotter da Suécia
Brígida Birgersdotter (Birgitta Birgersdotter, também conhecida em sueco como Heliga Birgitta e em português como Santa Brígida da Suécia ; Uppland, Suécia, 1303 - Roma, 23 de julho de 1373) foi uma religiosa sueca, escritora, teóloga, fundadora de sua ordem religiosa, padroeira da Suécia e copadroeira da Europa. 
Era filha do homem de leis e nobre Birger Persson, da linhagem dos Finsta, e de Ingeborg Bengtsdotter. 
Por intermédio de seus pais e de seu esposo, pertenceu aos círculos políticos mais influentes da Suécia medieval. 
Seu pai foi conselheiro real (riksråd) e homem de leis (legífero) de Tiundalândia na Uppland. Com a idade de sete anos, recebeu uma visão de Nossa Senhora e, aos dez, depois de um sermão sobre a Paixão e Morte de Nosso Senhor, sonhou com Jesus Cristo, colocando a Paixão de Cristo como centro de sua vida espiritual. Antes de completar quatorze anos, contraiu matrimônio com Ulf Gudmarsson, com quem teve vida feliz por vinte e oito anos, e com quem teve quatro filhos e quatro filhas, uma das quais é venerada com o nome da Santa Catarina da Suécia. Em 1355, foi chamada pela corte do rei Magno IV da Suécia para converter-se em dama de honra da rainha Branca de Namur.
Uma penosa doença deixou seu marido de cama por longo período. Após as orações de Brígida, ele recobrou a saúde, por isso ambos prometeram consagrar-se a Deus na vida religiosa. Conforme parece, Ulf morreu em 1344, no Convento Cisterciense de Alvastra, antes de pôr em obra seu propósito. Brígida, por sua vez, ficou quatro anos mais neste convento, dedicada à penitência e à oração.
As visões e revelações de Santa Brígida se referiam aos assuntos mais polêmicos de sua época e muitos reconhecem que, graças a essas visões, obtiveram alguns acordos de paz e estabeleceram relações políticas entre os estados, dentre outras coisas. Essas visões foram escritas em latim pelo prior do mosteiro, Pedro de Skänninge (Petrus av Skänninge ou Petrus Olavi), que foi o único a quem a Brígida confiava com exatidão suas visões divinas, em qualidade de confessor. 
Segundo Brígida, por indicação divina, foi fundada em 1370 a Ordem de Santa Brígida (Den heliga Frälsarens orden), e, alguns anos mais tarde, em 1384 a abadia de Vadstena (Vadstena kloster) na cidade de Vadstena.
Seu ministério apostólico compreendeu sua austeridade, sua devoção e peregrinação aos santuários, sua severidade consigo e sua bondade com o próximo e sua entrega total aos cuidados dos pobres e doentes.
Em 23 de julho de 1373, Santa Brígida faleceu aos setenta e um anos, em mãos de seu fiel confessor. Foi canonizada a 7 de outubro de 1391 por Bonifácio IX. É venerada como a padroeira da Suécia. Sua festa litúrgica é comemorada em 23 de julho.

## Infância
Santa Brígida nasceu em cerca de 1303, segundo uma tradição antiga, em Norrtälje, na província de Uppland. Finsta era a residência da família Finsta, e pertenceu durante certo tempo (porém não na época do nascimento de Brígida) a seu pai Birger Persson. Seu pai era juiz de Uppland, e seu avô paterno, seu avô materno e seu irmão também exerceram essa profissão. Seu esposo também viria a ser juiz, tendo um filho que passaria a exercer a mesma atividade.
Seu avô materno era primo de Magnus Ladulås, de modo que Brígida tinha parentesco com a família real sueca.
A "gruta das orações" (construída no século XX), está sempre aberta a visitantes. Segundo a tradição, foi lá em que apareceu pela primeira vez Santa Brígida. Nas proximidades de Finsta, se encontra a igreja de Skederid (do século XIII), o templo onde Brígida passou a infância.

## Vida
Desde criança Brígida tinha visões. Uma vez viu a Virgem Maria colocar em sua cabeça uma coroa. Em outra ocasião, viu diante dela Jesus Cristo torturado e morto na cruz. Esses dois temas, a profunda devoção a Maria e as meditações sobre o sofrimento de Cristo marcariam toda a vida de Santa Brígida.
Brígida ficou órfã de mãe quando tinha cerca de 10 anos de idade. Seu pai, se considerando incapaz de prover educação compatível com a de uma menina de sua condição social, a enviou para a casa da cunhada Catarina Bengtsdotter, em Aspanäs, na proximidade do lago Sommen, na Östergötland.
Alguns anos mais tarde, quando Brígida tinha por volta de 13 anos, foi dada em matrimônio contra sua vontade a Ulf Gudmarsson. Foi mãe de oito crianças, entre elas Santa Catarina da Suécia.
A devoção de Brígida também influenciou seu marido. Entre outras viagens, o casal realizou peregrinações a Nídaros (atual Trondheim) e a Santiago de Compostela. Esta última seu pai já a tinha igualmente realizado. A caminho da Espanha, na cidade francesa de Arras, Ulf adoeceu. Quando se temia o pior, o santo francês São Dionisio apareceu ante Brígida e lhe prometeu que seu marido não morreria nessa ocasião. De volta a Suécia, Brígida e o marido se estabeleceram junto ao convento de Alvastra, onde Ulf faleceu em 1344, aproximadamente.
Após a morte de Ulf, Brígida repartiu seus bens entre os herdeiros e os pobres, passando a viver de maneira simples nas imediações do convento de Alvastra. Nessa época, suas visões se tornaram mais numerosas, formando a maior parte das aparições que Brígida vivenciou até sua partida para Roma.
Foi durante elas que Brígida recebeu a missão de levar mensagens a políticos e líderes religiosos, assim como teve diálogos com santos e mortos.
Brígida viajou a Roma no ano de 1349 com o propósito de tomar parte na celebração do jubileu de 1350, e para obter permissão do papa para fundar uma nova ordem religiosa. Entretanto, na ocasião o papa residia em Avinhão e, além disso, a Igreja havia proibido o estabelecimento de mais ordens. A ausência do papa desanimou Brígida, que havia tido uma visão na qual encontraria o papa e o Imperador quando chegasse a Roma.
Foi testemunha do decaimento espiritual da cidade após a partida do papa. Durante sua estadia na cidade, escreveu cartas ao papa, onde lhe suplicava que regressasse a Roma, e se dedicou a visitar as igrejas que continham tumbas de santos. Na igreja de São Lourenço em Panisperna, no monte Viminal, perto de onde morava, pedia aos transeuntes esmolas para os necessitados. Também aproveitou para viajar em peregrinação ao santuários de Assis, a Nápoles e ao sul da Itália.
Em 1368, o Papa Urbano V regressou a Roma e, em 21 de outubro recebeu o Imperador Carlos IV. Então, Brígida pôde entregar as regras de sua ordem ao papa, que se encarregaria de examiná-las. As regras foram aceitas com várias revisões e grandes mudanças com as quais Brígida provavelmente não concordava. Além disso, o papa tomou a decisão de deixar novamente a Itália por motivos de segurança, situação com a qual Brígida também não estava de acordo. Ela profetizou que o papa receberia um forte golpe de Deus e, após dois meses do regresso a Avinhão, Urbano faleceu.
Em 1371, quando tinha aproximadamente 68 anos, Brígida realizou uma viagem à Terra Santa, com um itinerário que passaria por Nápoles e Chipre. Em Nápoles, faleceu seu filho Carlos Ulvsson, o que lhe acarretou grandes preocupações. Brígida teve, então, outra aparição, que lhe garantiram o perdão divino a seu filho e agradeceram às orações e lágrimas de sua mãe. Quando voltou à Roma, no verão de 1373, uma enfermidade a debilitou, e Brígida faleceu no que é hoje a praça Farnese. De acordo com sua própria vontade, seus restos mortais foram transladados para a Suécia, especificamente para o convento de Vadstena, após haverem sido enterrados na igreja romana de São Lourenço em Panisperna. Em 1377, por ordem do bispo Alfonso Pecha de Vadaterra, amigo e confessor de Brígida, foi à luz a primeira edição de suas Aparições celestiais. Em 1378, foi ao fim outra aprovação sobre as regras da ordem religiosa de Brígida, e em 1384 se consagrou o convento de Vadstena.
O processo de canonização de Brígida começou em 1377 e terminou em 1391. Em 1999, santa Brígida foi elevada, junto com santa Catarina de Sena e santa Teresa Benedita da Cruz, co-padroeira da Europa.
A ordem de Santa Brígida perdura até nossos dias, sob o nome de Ordem do Santíssimo Salvador de Santa Brígida (Ordo Sancti Salvatoris), chamada comumente de Ordem Brigidina. Os restos de santa Brígida encontram-se na Abadia de Vadstena. O edifício onde a santa viveu em Roma, a Casa de Santa Brigida, contém um templo, um convento e um albergue.